# La Légende de Billie Jean
 (mai 2020).
Si vous disposez d'ouvrages ou d'articles de référence ou si vous connaissez des sites web de qualité traitant du thème abordé ici, merci de compléter l'article en donnant les références utiles à sa vérifiabilité et en les liant à la section « Notes et références ».
Pour plus de détails, voir Fiche technique et Distribution.
La Légende de Billie Jean (The Legend of Billie Jean) est un film dramatique américain réalisé par Matthew Robbins, sorti en 1985.

## Synopsis
Peut-on devenir une légende à l'âge de dix-sept ans ? Oui, si l'on en croit l'histoire de Jeanne d'Arc ou celle de Billy the Kid, ou bien celle de la jeune fille nommée Billie Jean.
Billie Jean est née dans une petite ville du Texas, et c'est de là, sans doute, qu'elle tient ce sens de la justice simple et expéditive, qui consiste à régler soi-même ses propres affaires.
Ainsi, lorsqu'un type démolit le scooter de son jeune frère, Billie Jean prend les choses en mains et décide de récupérer les 608 dollars de dédommagement. Elle n'a pas dans l'idée, alors, de devenir une fugitive, une rebelle...Et pourtant, elle entraine aussitôt dans son combat une armée d’individus qui attire vite l'attention des médias et des autorités. Qui pourrait deviner que les armes de Billie Jean et de ses troupes ne sont que des jouets ? L'engrenage de la violence va transformer l'équipée de la jeune fille et de ses camarades en véritable épopée, enchaînement de poursuites et d'affrontements, au son des crissements de pneus et des hurlements des sirènes de police...C'est aussi cela, l'Amérique !

## Fiche technique
Sauf indication contraire, les informations mentionnées dans cette section peuvent être confirmées par la base de données cinématographiques IMDb,  présente dans la section « Liens externes ».
- Titre original : The Legend of Billie Jean
- Titre français : La Légende de Billie Jean
- Réalisation : Matthew Robbins
- Scénario : Mark Rosenthal, Lawrence Konner
- Musique : Craig Safan
- Décors : R. Chris Westlund
- Costumes : Donna Linson
- Photographie : Jeffrey L. Kimball
- Montage : Cynthia Scheider
- Production : Rob Cohen
  - Coproduction : Lawrence Konner, Mark Rosenthal
  - Production déléguée : Peter Guber, Jon Peters
- Pays de production :  États-Unis
- Langue originale : anglais
- Genre : drame
- Durée : 92 minutes
- Dates de sortie :
  - États-Unis : 19 juillet 1985
  - France : 25 septembre 1985

## Distribution
Sauf indication contraire, les informations mentionnées dans cette section peuvent être confirmées par la base de données cinématographiques Allociné,  présente dans la section « Liens externes ».
- Helen Slater : Billie Jean Davy
- Keith Gordon : Lloyd Muldaur
- Christian Slater : Binx Davy
- Richard Bradford : M. Pyatt
- Peter Coyote : lieutenant Larry Ringwald
- Martha Gehman : Ophelia
- Yeardley Smith : Putter
- Dean Stockwell : District Attorney Muldaur

## Sortie
En France, La Légende de Billie Jean n'a pas bénéficié d'une sortie en salles. Le film est directement sorti en cassette VHS, éditée par Gaumont Columbia RCA vidéo.

## Bande originale
Le thème principal du film est la chanson Invincible de Pat Benatar, qui a atteint la 10e place du Billboard Hot 100 l'année de sortie du film. D'autres chansons préexistantes ont été utilisées dans le film, comme Rebel Yell de Billy Idol .